# Kobyla Góra (Powiat Ostrzeszowski)
Kobyla Góra (deutsch Kobylagora, seit 1908 Haideberg, 1943–1945 Heideberg, älter auch Stuttenberg) ist eine ehemalige Stadt, jetzt ein Dorf und Sitz der gleichnamigen Landgemeinde im Powiat Ostrzeszowski der Woiwodschaft Großpolen in Polen.

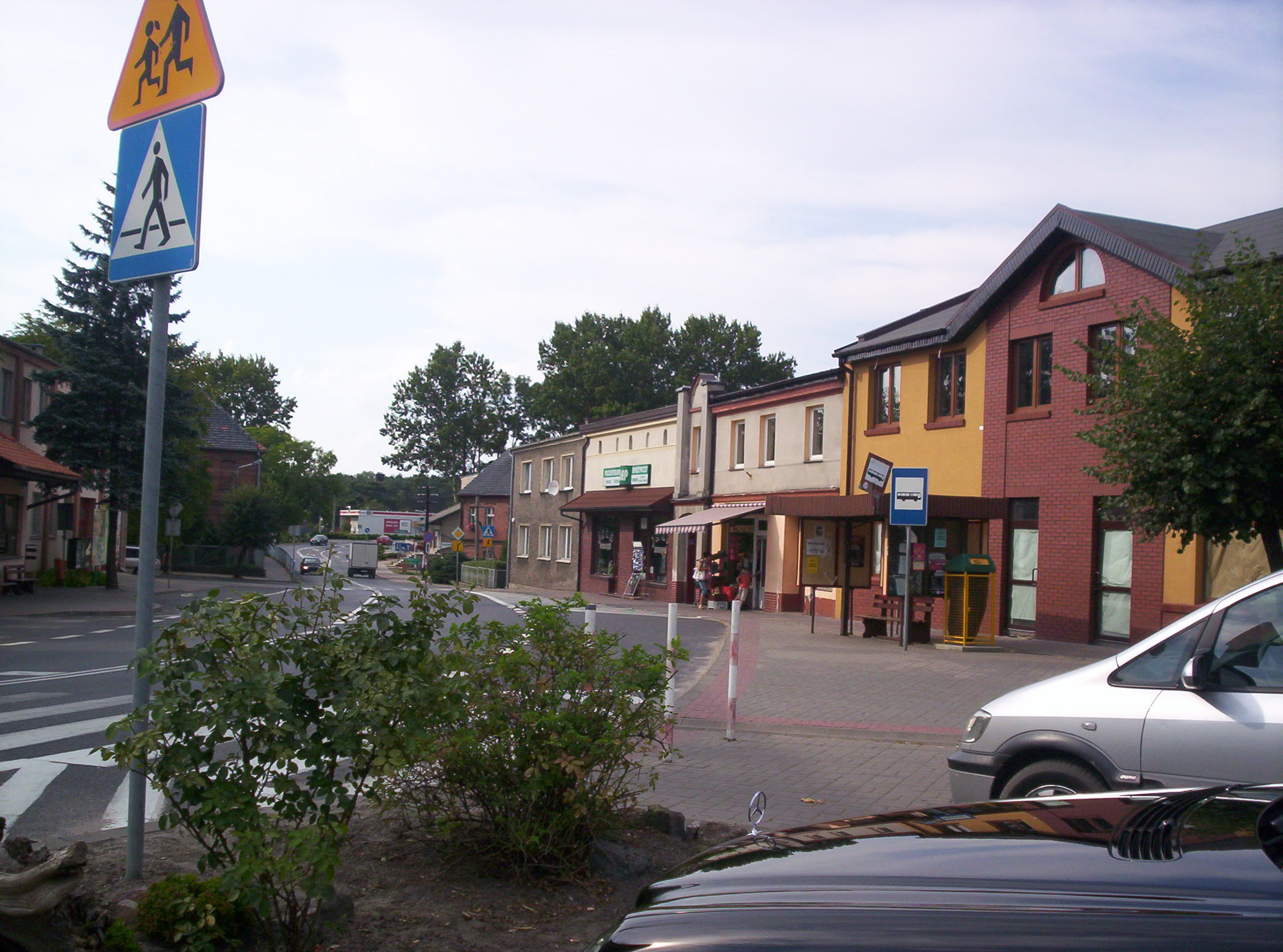
Marktplatz

## Geschichte
Anfänglich gehörte das Gebiet um Ostrzeszów und Kępno politisch zu Schlesien, wurde aber am wahrscheinlichsten um das Jahr 1146 zum Teil Großpolens. Aus dieser Zeit rührte die bis 1821 bestehende Zugehörigkeit zum Bistum Breslau.
Der Ort Kobyla Gora im Herzogtum Wieluń wurde im Jahr 1387 erstmals und im Jahr 1430 als Kobiligrunth oppidum als eine Stadt erwähnt. Der Ortsname ist am wahrscheinlichsten nach dem höchsten Hügel in der Umgebung (kobyla: Adjektiv nach Stute; góra: Berg) benannt.
1401 wurde das Gebiet von Ostrzeszów vom polnischen König dauerhaft an das Weluner Land angeschlossen. Ungefähr ab dem Jahr 1420 gehörte es der Woiwodschaft Sieradz.
Im Zuge der zweiten polnischen Teilung kam die Stadt 1793 an Preußen. Zu dieser Zeit siedelten sich Juden und protestantischen Deutsche in der Kleinstadt an der Grenze zu Schlesien an, jedoch verlor der Ort später das Stadtrecht. 1803 wurde der Jüdischer Friedhof errichtet. 1887 wurde eine evangelische Gemeinde aus Ostrzeszów ausgegliedert. 1894 wurde eine evangelisch-augsburgische Kirche gebaut. Um 1900 zählte die evangelische Gemeinde 1120 Mitglieder, davon um 190 in der Stadt und über die Hälfte in Szklarka Myślniewska (Luisenthal). 1905 gab es 455 Einwohner, davon waren 62 % Polen, 21 % Deutsche und 17 % Juden, 56 % waren römisch-katholisch, 27 % evangelisch.
Nach dem Ende des Ersten Weltkriegs kam Kobyla Góra zu Polen, Woiwodschaft Posen. Die evangelische Pfarrgemeinde der Superintendentur Ostrzeszów der Unierten Evangelischen Kirche in Polen zählte im Jahr 1937 740 Mitglieder.
Beim Überfall auf Polen 1939 wurde das Gebiet von den Deutschen besetzt und dem Landkreis Kempen im Reichsgau Wartheland zugeordnet.
Von 1975 bis 1998 gehörte Kobyla Góra zur Woiwodschaft Kalisz.